# Lochium Funis
Lochium Funis (latin för logglina) var en liten, svag stjärnbild på södra stjärnhimlen, i närheten av Skeppet Argo.
Stjärnbilden fanns bredvid Kompassen och skulle förmodligen ha fått det svenska namnet Logglinan, om förslaget vunnit mark. Stjärnbilden var med i Johann Elert Bodes monumentalverk Uranographia, sive Astrorum Descriptio viginti tabulis aeneis incisa … (1801) men glömdes snart.

## Stjärnor
Lochium Funis var en stjärnbild som inte hade någon stjärna ljusstarkare än magnitud 4. Stjärnorna tillhör numera Kompassen i den moderna stjärnbild som erkänns av den Internationella Astronomiska Unionen.
- Kappa Pyxidis är en multipelstjärna där den ljusstarka komponenten är en orange jätte av spektraltyp K4/K5III. Den kombinerade ljusstyrkan är 4,56, vilket gjorde stjärnan ljusstarkast i stjärnbilden.[4]
- Epsilon Pyxidis är en stjärna av spektraltyp A4IV-V, med magnitud 5,60.[5]
- Lambda Pyxidis är en stjärna av spektraltyp G7III D, med magnitud 4,68.[6]